# 三苔色酸
三苔色酸（也译为石耳酸）是一种有机化合物，分子式C24H20O10，属于三缩酚酸，存在于隐囊衣属、黄梅属等真菌以及疱脐衣属、石耳屬等地衣中。过去三苔色酸曾被视为是一种二缩酚酸，直到1925年确定其结构后才发现其分子由三个苔色酸（orsellinic acid）组成，且在地衣体内由二缩酚酸红粉苔酸转化得到，系一种三缩酚酸。